# Карпылдак
Карпылдак (каз. Қарпылдақ) — озеро в Карабалыкском районе Костанайской области Казахстана. Находится к востоку от села Ленинское.
По данным топографической съёмки 1944 года, площадь поверхности озера составляет 3,31 км². Наибольшая длина озера — 2,2 км, наибольшая ширина — 2 км. Длина береговой линии составляет 6,8 км, развитие береговой линии — 1,05. Озеро расположено на высоте 216,6 м над уровнем моря.